# Teguise (kommun)
Teguise är en kommun i Spanien.  Den ligger i den autonoma regionen Kanarieöarna i sydvästra delen av landet, 1 500 km sydväst om huvudstaden Madrid. Antalet invånare är 23 848 (2024). Teguise ligger på ön Lanzarote.